# Nembrotha megalocera
Nembrotha megalocera és una acolorida espècie de gastròpode nudibranqui marí de la família Polyceridae. Va ser descrita l'any 1990.

## Distribució
Es troba al Mar Roig.

## Descripció
Nembrotha megalocera és un mol·lusc gros i negre que fa com a mínim 45 mm de llargada. Té el peu blau. Els seus rinòfors són vermells i porpra i les brànquies són blanques i grogues.

## Ecologia
Nembrotha megalocera menja ascidiacis colonials.